# Triveni
Triveni és el nom d'un lloc del Rajasthan al districte de Bhilwara, a 40 km a l'est de Bhilwara, a la carretera a Kota (ciutat), on es troben les aigües de tres rius, el Bard, el Menali i el Badacch. El punt concret és conegut com a Triveni Chauraha. Just a la riba hi ha un antic temple de Xiva que queda submergit per l'aigua al tempos de les pluges. Al festival de Poornima, d'Amawas, i dels mesos Kartik i Magh, arriba poble de llocs llunyans per banyar-se en aquestes aigües considerades sagrades. Durant la festa de Shivratri, s'organitza una gran mela (nom sànscrit equivalent a reunió; generalment s'aplica a fires, reunions religioses i reunions comercials); la gent també ve per dipositar les restes dels seus parents difunts en aquestes aigües sagrades.
El mateix nom porta un lloc a Bengala Occidental al districte d'Hooghly, on convergeixen els rius Bhagirati, Yamuna i Sarawati. La regió amb Triveni (coneguda pels musulmans com Firuzabad pel sultà Firuz Shah 1301-1322) fou conquerida per Zafar Khan Ghazi al final del segle xiii. La creació del port d'Hooghly al segle xvi amb l'arribada de comerciants europeus, i després de Calcuta, va fer perdre importància a Triveni